# Panemunė
Panemunė è una città della Lituania, situata nella contea di Tauragė. È situata sul confine di Stato con la Russia che passa sul fiume Nemunas e a metà del ponte della regina Luisa.